# Vittorio Rambaldi
Pour les articles homonymes, voir Rambaldi.
Vittorio Rambaldi est un réalisateur, scénariste et auteur de littérature d'enfance et de jeunesse italien.

## Biographie
Fils du spécialiste des effets spéciaux Carlo Rambaldi, Rambaldi est entré très tôt dans le monde du cinéma. Diplômé de l'Université de Californie à Los Angeles, il réalise en 1988 un film d'horreur animalier tourné aux États-Unis, Fureur primitive, une production bon marché qui n'apportait pas grand-chose de nouveau. Sept ans plus tard, il a réalisé un film d'action, Mercenaries (en), puis, onze ans plus tard, le film d'animation Yo-Rhad - Un amico dallo spazio (it), d'après son propre scénario. Son dernier film en date est le drame Il soffio dell'anima (it), sorti en 2009. Il a également réalisé des documentaires, des clips musicaux et des films publicitaires, ainsi que la première pièce multimédia italienne, La storia bandita.
Outre les livres pour ses films, Rambaldi a écrit plusieurs livres pour enfants, à commencer par Amici per los pazio en 2001. Il utilise également le nom américanisé de Victor Rambaldi, sous lequel il a publié un livre sur son père en 2013.

## Filmographie

### Réalisateur
- 1988 : Fureur primitive (Rage, furia primitiva)
- 1995 : Mercenaries (en) (Decoy)
- 2005 : Yo-Rhad - Un amico dallo spazio (it), coréalisé avec Camillo Teti
- 2007 : Il soffio dell'anima (it)

### Scénariste
- 1989 : Fou à lier (La spiaggia del terrore) d'Umberto Lenzi
- 2005 : Yo-Rhad - Un amico dallo spazio (it) de lui-même
- 2007 : Il soffio dell'anima (it) de lui-même

## Publications
Les publications de Rambaldi appartiennent toutes à littérature d'enfance et de jeunesse :
- Vita da cani
- Il falconiere magico'
- Amici per lo spazio[4] (dont il a tiré le film Yo-Rhad - Un amico dallo spazio (it))
- La riscossa dei sette nani
- La sfinge di cristallo
- La città sottosopra